# 宮島理
宮島 理（みやじま ただし、1975年 - ）は、日本のフリーライター、文筆家。

## 来歴
山形県生まれ、大阪府出身。東京理科大学理学部物理学科中退後、IT系企業設立を経て、1996年独立。
IT・政治経済などを扱うフリーライターとなる。

## 著書
- 『AOL完全収録&完全比較 世界最強のオンラインサービス コンテンツ時代の幕開け』同文書院、1997
- 『現在がわかる!格差社会 「格差」の実態がサクッとわかる!』九天社、2006
- 『「図解」2007年問題のすべてがわかる』技術評論社、2006
- 『就職氷河期世代が辛酸をなめ続ける』洋泉社、2007
- 『雇用大崩壊 サラリーマンがなくなる日』中経出版、2009
- 『あなたのスマートフォンが狙われている!』アスキー新書、2011

### 共著
- 『OCNのことがわかる本 NTTの新通信インフラでこう変わる』松島秀行共著 日本実業出版社、1997
- 『嫌韓流!また韓国人か』中宮崇、中岡龍馬、二代目TK生共著 宝島社文庫、2007

## 参考
- [ISBN 978-4-04-870921-7]